# Arrondissement de Brioude
L'arrondissement de Brioude est une division administrative française, située dans le département de la Haute-Loire et la région Auvergne-Rhône-Alpes.

## Composition

### Composition par canton avant 2015
- Auzon, qui groupe 12 communes :
  - Agnat, Auzon, Azérat, Champagnac-le-Vieux, Chassignolles, Frugerès-les-Mines, Lempdes-sur-Allagnon, Saint-Hilaire, Saint-Vert, Sainte-Florine, Vergongheon et Vézézoux.
- Blesle, qui groupe 10 communes :
  - Autrac, Blesle, Chambezon, Espalem, Grenier-Montgon, Léotoing, Lorlanges, Lubilhac, Saint-Étienne-sur-Blesle et Torsiac.
- Brioude-Nord, qui groupe 9 communes :
  - Beaumont, Bournoncle-Saint-Pierre, Brioude (fraction de commune), Cohade, Lamothe, Paulhac, Saint-Beauzire, Saint-Géron et Saint-Laurent-Chabreuges.
- Brioude-Sud, qui groupe 7 communes :
  - Brioude (fraction de commune), Chaniat, Fontannes, Javaugues, Lavaudieu, Saint-Just-près-Brioude et Vieille-Brioude.
- La Chaise-Dieu, qui groupe 11 communes :
  - Berbezit, Bonneval, La Chapelle-Geneste, Cistrières, Connangles, La Chaise-Dieu, Félines, Laval-sur-Doulon, Malvières, Saint-Pal-de-Senouire et Sembadel.
- Langeac, qui groupe 11 communes :
  - Chanteuges, Charraix, Langeac, Mazeyrat-d'Allier, Pébrac, Prades, Saint-Arcons-d'Allier, Saint-Bérain, Saint-Julien-des-Chazes, Siaugues-Sainte-Marie et Vissac-Auteyrac.
- Lavoûte-Chilhac, qui groupe 13 communes :
  - Ally, Arlet, Aubazat, Blassac, Cerzat, Chilhac, Lavoûte-Chilhac, Mercœur, Saint-Austremoine, Saint-Cirgues, Saint-Ilpize, Saint-Privat-du-Dragon et Villeneuve-d'Allier.
- Paulhaguet, qui groupe 19 communes :
  - Chassagnes, Chavaniac-Lafayette, La Chomette, Collat, Couteuges, Domeyrat, Frugières-le-Pin, Jax, Josat, Mazerat-Aurouze, Montclard, Paulhaguet, Saint-Didier-sur-Doulon, Saint-Georges-d'Aurac, Saint-Préjet-Armandon, Sainte-Eugénie-de-Villeneuve, Sainte-Marguerite, Salzuit et Vals-le-Chastel.
- Pinols, qui groupe 9 communes :
  - La Besseyre-Saint-Mary, Auvers, Chastel, Chazelles, Cronce, Desges, Ferrussac, Pinols et Tailhac.
- Saugues, qui groupe 14 communes, détaché le 1er janvier 2007 de l'arrondissement du Puy-en-Velay[1] :
  - Alleyras (fraction de commune), Chanaleilles, Croisances, Cubelles, Esplantas, Grèzes, Monistrol-d'Allier, Saint-Christophe-d'Allier, Saint-Préjet-d'Allier, Saint-Vénérand, Saugues, Thoras, Vazeilles-près-Saugues et Venteuges.

### Découpage communal depuis 2015
Depuis 2015, le nombre de communes des arrondissements varie chaque année soit du fait du redécoupage cantonal de 2014 qui a conduit à l'ajustement de périmètres de certains arrondissements, soit à la suite de la création de communes nouvelles. Le nombre de communes de l'arrondissement de Brioude est ainsi de 113 en 2015, 111 en 2016 et 111 en 2017.
Au 1er janvier 2024, l'arrondissement groupe les 111 communes suivantes :
| Nom                          | Code Insee | Intercommunalité                      | Superficie (km2) | Population (dernière pop. légale) | Densité (hab./km2) | Modifier                                    |
| ---------------------------- | ---------- | ------------------------------------- | ---------------- | --------------------------------- | ------------------ | ------------------------------------------- |
| Brioude (chef-lieu)          | 43040      | CC Brioude Sud Auvergne               | 13,52            | 6 523 (2022)                      | 482                | modifier les données · modifier les données |
| Agnat                        | 43001      | CC Brioude Sud Auvergne               | 19,65            | 171 (2022)                        | 8,7                | modifier les données · modifier les données |
| Ally                         | 43006      | CC des Rives du Haut Allier           | 31,13            | 124 (2022)                        | 4,0                | modifier les données · modifier les données |
| Arlet                        | 43009      | CC des Rives du Haut Allier           | 5,78             | 24 (2022)                         | 4,2                | modifier les données · modifier les données |
| Aubazat                      | 43011      | CC des Rives du Haut Allier           | 16,38            | 177 (2022)                        | 11                 | modifier les données · modifier les données |
| Autrac                       | 43014      | CC Brioude Sud Auvergne               | 8,46             | 51 (2022)                         | 6,0                | modifier les données · modifier les données |
| Auvers                       | 43015      | CC des Rives du Haut Allier           | 21,50            | 48 (2022)                         | 2,2                | modifier les données · modifier les données |
| Auzon                        | 43016      | CC Auzon Communauté                   | 16,96            | 874 (2022)                        | 52                 | modifier les données · modifier les données |
| Azérat                       | 43017      | CC Auzon Communauté                   | 18,11            | 294 (2022)                        | 16                 | modifier les données · modifier les données |
| Beaumont                     | 43022      | CC Brioude Sud Auvergne               | 12,03            | 263 (2022)                        | 22                 | modifier les données · modifier les données |
| Berbezit                     | 43027      | CC des Rives du Haut Allier           | 10,39            | 44 (2022)                         | 4,2                | modifier les données · modifier les données |
| La Besseyre-Saint-Mary       | 43029      | CC des Rives du Haut Allier           | 21,57            | 102 (2022)                        | 4,7                | modifier les données · modifier les données |
| Blassac                      | 43031      | CC des Rives du Haut Allier           | 12,56            | 129 (2022)                        | 10                 | modifier les données · modifier les données |
| Blesle                       | 43033      | CC Brioude Sud Auvergne               | 29,80            | 618 (2022)                        | 21                 | modifier les données · modifier les données |
| Bonneval                     | 43035      | CA du Puy-en-Velay                    | 14,66            | 91 (2022)                         | 6,2                | modifier les données · modifier les données |
| Bournoncle-Saint-Pierre      | 43038      | CC Brioude Sud Auvergne               | 16,16            | 1 051 (2022)                      | 65                 | modifier les données · modifier les données |
| Cerzat                       | 43044      | CC des Rives du Haut Allier           | 10,41            | 212 (2022)                        | 20                 | modifier les données · modifier les données |
| La Chaise-Dieu               | 43048      | CA du Puy-en-Velay                    | 13,58            | 595 (2022)                        | 44                 | modifier les données · modifier les données |
| Chambezon                    | 43050      | CC Auzon Communauté                   | 5,09             | 130 (2022)                        | 26                 | modifier les données · modifier les données |
| Champagnac-le-Vieux          | 43052      | CC Auzon Communauté                   | 20,61            | 183 (2022)                        | 8,9                | modifier les données · modifier les données |
| Chanaleilles                 | 43054      | CC des Rives du Haut Allier           | 48,52            | 173 (2022)                        | 3,6                | modifier les données · modifier les données |
| Chaniat                      | 43055      | CC Brioude Sud Auvergne               | 13,93            | 164 (2022)                        | 12                 | modifier les données · modifier les données |
| Chanteuges                   | 43056      | CC des Rives du Haut Allier           | 16,33            | 408 (2022)                        | 25                 | modifier les données · modifier les données |
| La Chapelle-Geneste          | 43059      | CA du Puy-en-Velay                    | 18,06            | 111 (2022)                        | 6,1                | modifier les données · modifier les données |
| Charraix                     | 43060      | CC des Rives du Haut Allier           | 9,46             | 67 (2022)                         | 7,1                | modifier les données · modifier les données |
| Chassagnes                   | 43063      | CC des Rives du Haut Allier           | 12,24            | 158 (2022)                        | 13                 | modifier les données · modifier les données |
| Chassignolles                | 43064      | CC Auzon Communauté                   | 18,27            | 64 (2022)                         | 3,5                | modifier les données · modifier les données |
| Chastel                      | 43065      | CC des Rives du Haut Allier           | 27,69            | 116 (2022)                        | 4,2                | modifier les données · modifier les données |
| Chavaniac-Lafayette          | 43067      | CC des Rives du Haut Allier           | 8,41             | 270 (2022)                        | 32                 | modifier les données · modifier les données |
| Chazelles                    | 43068      | CC des Rives du Haut Allier           | 4,90             | 32 (2022)                         | 6,5                | modifier les données · modifier les données |
| Chilhac                      | 43070      | CC des Rives du Haut Allier           | 4,11             | 173 (2022)                        | 42                 | modifier les données · modifier les données |
| La Chomette                  | 43072      | CC des Rives du Haut Allier           | 6,90             | 147 (2022)                        | 21                 | modifier les données · modifier les données |
| Cistrières                   | 43073      | CA du Puy-en-Velay                    | 21,89            | 128 (2022)                        | 5,8                | modifier les données · modifier les données |
| Cohade                       | 43074      | CC Brioude Sud Auvergne               | 9,99             | 868 (2022)                        | 87                 | modifier les données · modifier les données |
| Collat                       | 43075      | CC des Rives du Haut Allier           | 10,22            | 74 (2022)                         | 7,2                | modifier les données · modifier les données |
| Connangles                   | 43076      | CA du Puy-en-Velay                    | 21,89            | 132 (2022)                        | 6,0                | modifier les données · modifier les données |
| Couteuges                    | 43079      | CC des Rives du Haut Allier           | 10,34            | 286 (2022)                        | 28                 | modifier les données · modifier les données |
| Cronce                       | 43082      | CC des Rives du Haut Allier           | 16,15            | 70 (2022)                         | 4,3                | modifier les données · modifier les données |
| Cubelles                     | 43083      | CC des Rives du Haut Allier           | 12,13            | 153 (2022)                        | 13                 | modifier les données · modifier les données |
| Desges                       | 43085      | CC des Rives du Haut Allier           | 16,83            | 56 (2022)                         | 3,3                | modifier les données · modifier les données |
| Domeyrat                     | 43086      | CC des Rives du Haut Allier           | 9,57             | 173 (2022)                        | 18                 | modifier les données · modifier les données |
| Espalem                      | 43088      | CC Brioude Sud Auvergne               | 14,62            | 326 (2022)                        | 22                 | modifier les données · modifier les données |
| Esplantas-Vazeilles          | 43090      | CC des Rives du Haut Allier           | 17,13            | 127 (2022)                        | 7,4                | modifier les données · modifier les données |
| Félines                      | 43093      | CA du Puy-en-Velay                    | 20,50            | 302 (2022)                        | 15                 | modifier les données · modifier les données |
| Ferrussac                    | 43094      | CC des Rives du Haut Allier           | 17,08            | 76 (2022)                         | 4,4                | modifier les données · modifier les données |
| Fontannes                    | 43096      | CC Brioude Sud Auvergne               | 9,77             | 878 (2022)                        | 90                 | modifier les données · modifier les données |
| Frugerès-les-Mines           | 43099      | CC Auzon Communauté                   | 1,08             | 551 (2022)                        | 510                | modifier les données · modifier les données |
| Frugières-le-Pin             | 43100      | CC Brioude Sud Auvergne               | 11,57            | 182 (2022)                        | 16                 | modifier les données · modifier les données |
| Grenier-Montgon              | 43103      | CC Brioude Sud Auvergne               | 5,01             | 111 (2022)                        | 22                 | modifier les données · modifier les données |
| Grèzes                       | 43104      | CC des Rives du Haut Allier           | 35,79            | 184 (2022)                        | 5,1                | modifier les données · modifier les données |
| Javaugues                    | 43105      | CC Brioude Sud Auvergne               | 6,98             | 177 (2022)                        | 25                 | modifier les données · modifier les données |
| Jax                          | 43106      | CC des Rives du Haut Allier           | 11,93            | 143 (2022)                        | 12                 | modifier les données · modifier les données |
| Josat                        | 43107      | CC des Rives du Haut Allier           | 12,44            | 82 (2022)                         | 6,6                | modifier les données · modifier les données |
| Lamothe                      | 43110      | CC Brioude Sud Auvergne               | 12,24            | 828 (2022)                        | 68                 | modifier les données · modifier les données |
| Langeac                      | 43112      | CC des Rives du Haut Allier           | 33,94            | 3 433 (2022)                      | 101                | modifier les données · modifier les données |
| Laval-sur-Doulon             | 43116      | CA du Puy-en-Velay                    | 12,28            | 61 (2022)                         | 5,0                | modifier les données · modifier les données |
| Lavaudieu                    | 43117      | CC Brioude Sud Auvergne               | 17,54            | 245 (2022)                        | 14                 | modifier les données · modifier les données |
| Lavoûte-Chilhac              | 43118      | CC des Rives du Haut Allier           | 3,61             | 255 (2022)                        | 71                 | modifier les données · modifier les données |
| Lempdes-sur-Allagnon         | 43120      | CC Auzon Communauté                   | 10,40            | 1 305 (2022)                      | 125                | modifier les données · modifier les données |
| Léotoing                     | 43121      | CC Brioude Sud Auvergne               | 19,56            | 214 (2022)                        | 11                 | modifier les données · modifier les données |
| Lorlanges                    | 43123      | CC Brioude Sud Auvergne               | 14,49            | 423 (2022)                        | 29                 | modifier les données · modifier les données |
| Lubilhac                     | 43125      | CC Brioude Sud Auvergne               | 24,09            | 102 (2022)                        | 4,2                | modifier les données · modifier les données |
| Malvières                    | 43128      | CA du Puy-en-Velay                    | 13,72            | 142 (2022)                        | 10                 | modifier les données · modifier les données |
| Mazerat-Aurouze              | 43131      | CC des Rives du Haut Allier           | 16,35            | 190 (2022)                        | 12                 | modifier les données · modifier les données |
| Mazeyrat-d'Allier            | 43132      | CC des Rives du Haut Allier           | 44,95            | 1 426 (2022)                      | 32                 | modifier les données · modifier les données |
| Mercœur                      | 43133      | CC des Rives du Haut Allier           | 27,51            | 148 (2022)                        | 5,4                | modifier les données · modifier les données |
| Monistrol-d'Allier           | 43136      | CA du Puy-en-Velay                    | 27,32            | 219 (2022)                        | 8,0                | modifier les données · modifier les données |
| Montclard                    | 43139      | CC des Rives du Haut Allier           | 9,58             | 53 (2022)                         | 5,5                | modifier les données · modifier les données |
| Paulhac                      | 43147      | CC Brioude Sud Auvergne               | 8,40             | 607 (2022)                        | 72                 | modifier les données · modifier les données |
| Paulhaguet                   | 43148      | CC des Rives du Haut Allier           | 11,23            | 855 (2022)                        | 76                 | modifier les données · modifier les données |
| Pébrac                       | 43149      | CC des Rives du Haut Allier           | 17,85            | 115 (2022)                        | 6,4                | modifier les données · modifier les données |
| Pinols                       | 43151      | CC des Rives du Haut Allier           | 34,92            | 183 (2022)                        | 5,2                | modifier les données · modifier les données |
| Prades                       | 43155      | CC des Rives du Haut Allier           | 4,82             | 72 (2022)                         | 15                 | modifier les données · modifier les données |
| Saint-Arcons-d'Allier        | 43167      | CC des Rives du Haut Allier           | 16,08            | 191 (2022)                        | 12                 | modifier les données · modifier les données |
| Saint-Austremoine            | 43169      | CC des Rives du Haut Allier           | 11,55            | 52 (2022)                         | 4,5                | modifier les données · modifier les données |
| Saint-Beauzire               | 43170      | CC Brioude Sud Auvergne               | 23,46            | 453 (2022)                        | 19                 | modifier les données · modifier les données |
| Saint-Bérain                 | 43171      | CC des Rives du Haut Allier           | 13,00            | 90 (2022)                         | 6,9                | modifier les données · modifier les données |
| Saint-Christophe-d'Allier    | 43173      | CC des Pays de Cayres et de Pradelles | 19,30            | 86 (2022)                         | 4,5                | modifier les données · modifier les données |
| Saint-Cirgues                | 43175      | CC des Rives du Haut Allier           | 13,62            | 164 (2022)                        | 12                 | modifier les données · modifier les données |
| Saint-Didier-sur-Doulon      | 43178      | CC des Rives du Haut Allier           | 34,14            | 196 (2022)                        | 5,7                | modifier les données · modifier les données |
| Saint-Étienne-sur-Blesle     | 43182      | CC Brioude Sud Auvergne               | 17,65            | 54 (2022)                         | 3,1                | modifier les données · modifier les données |
| Saint-Georges-d'Aurac        | 43188      | CC des Rives du Haut Allier           | 17,42            | 473 (2022)                        | 27                 | modifier les données · modifier les données |
| Saint-Géron                  | 43191      | CC Brioude Sud Auvergne               | 10,76            | 244 (2022)                        | 23                 | modifier les données · modifier les données |
| Saint-Hilaire                | 43193      | CC Auzon Communauté                   | 14,64            | 158 (2022)                        | 11                 | modifier les données · modifier les données |
| Saint-Ilpize                 | 43195      | CC Brioude Sud Auvergne               | 11,81            | 193 (2022)                        | 16                 | modifier les données · modifier les données |
| Saint-Julien-des-Chazes      | 43202      | CC des Rives du Haut Allier           | 6,63             | 54 (2022)                         | 8,1                | modifier les données · modifier les données |
| Saint-Just-près-Brioude      | 43206      | CC Brioude Sud Auvergne               | 46,94            | 397 (2022)                        | 8,5                | modifier les données · modifier les données |
| Saint-Laurent-Chabreuges     | 43207      | CC Brioude Sud Auvergne               | 8,27             | 253 (2022)                        | 31                 | modifier les données · modifier les données |
| Saint-Pal-de-Senouire        | 43214      | CC des Rives du Haut Allier           | 18,35            | 109 (2022)                        | 5,9                | modifier les données · modifier les données |
| Saint-Préjet-Armandon        | 43219      | CC des Rives du Haut Allier           | 8,47             | 110 (2022)                        | 13                 | modifier les données · modifier les données |
| Saint-Préjet-d'Allier        | 43220      | CA du Puy-en-Velay                    | 24,46            | 167 (2022)                        | 6,8                | modifier les données · modifier les données |
| Saint-Privat-du-Dragon       | 43222      | CC des Rives du Haut Allier           | 21,66            | 166 (2022)                        | 7,7                | modifier les données · modifier les données |
| Saint-Vénérand               | 43225      | CC des Pays de Cayres et de Pradelles | 9,68             | 60 (2022)                         | 6,2                | modifier les données · modifier les données |
| Saint-Vert                   | 43226      | CC Auzon Communauté                   | 20,67            | 108 (2022)                        | 5,2                | modifier les données · modifier les données |
| Sainte-Eugénie-de-Villeneuve | 43183      | CC des Rives du Haut Allier           | 6,11             | 107 (2022)                        | 18                 | modifier les données · modifier les données |
| Sainte-Florine               | 43185      | CC Auzon Communauté                   | 7,67             | 3 257 (2022)                      | 425                | modifier les données · modifier les données |
| Sainte-Marguerite            | 43208      | CC des Rives du Haut Allier           | 5,39             | 37 (2022)                         | 6,9                | modifier les données · modifier les données |
| Salzuit                      | 43232      | CC des Rives du Haut Allier           | 8,05             | 333 (2022)                        | 41                 | modifier les données · modifier les données |
| Saugues                      | 43234      | CC des Rives du Haut Allier           | 78,80            | 1 664 (2022)                      | 21                 | modifier les données · modifier les données |
| Sembadel                     | 43237      | CA du Puy-en-Velay                    | 18,59            | 240 (2022)                        | 13                 | modifier les données · modifier les données |
| Siaugues-Sainte-Marie        | 43239      | CC des Rives du Haut Allier           | 40,01            | 827 (2022)                        | 21                 | modifier les données · modifier les données |
| Tailhac                      | 43242      | CC des Rives du Haut Allier           | 12,52            | 63 (2022)                         | 5,0                | modifier les données · modifier les données |
| Thoras                       | 43245      | CC des Rives du Haut Allier           | 44,93            | 235 (2022)                        | 5,2                | modifier les données · modifier les données |
| Torsiac                      | 43247      | CC Brioude Sud Auvergne               | 9,06             | 65 (2022)                         | 7,2                | modifier les données · modifier les données |
| Vals-le-Chastel              | 43250      | CC des Rives du Haut Allier           | 3,99             | 39 (2022)                         | 9,8                | modifier les données · modifier les données |
| Venteuges                    | 43256      | CC des Rives du Haut Allier           | 39,35            | 341 (2022)                        | 8,7                | modifier les données · modifier les données |
| Vergongheon                  | 43258      | CC Auzon Communauté                   | 12,61            | 1 793 (2022)                      | 142                | modifier les données · modifier les données |
| Vézézoux                     | 43261      | CC Auzon Communauté                   | 7,13             | 631 (2022)                        | 88                 | modifier les données · modifier les données |
| Vieille-Brioude              | 43262      | CC Brioude Sud Auvergne               | 27,70            | 1 245 (2022)                      | 45                 | modifier les données · modifier les données |
| Villeneuve-d'Allier          | 43264      | CC des Rives du Haut Allier           | 14,31            | 281 (2022)                        | 20                 | modifier les données · modifier les données |
| Vissac-Auteyrac              | 43013      | CC des Rives du Haut Allier           | 17,10            | 300 (2022)                        | 18                 | modifier les données · modifier les données |
| Arrondissement de Brioude    | 431        |                                       | 1 886,80         | 44 778 (2022)                     | 24                 | modifier les données                        |

## Démographie
En 2022, l'arrondissement comptait 44 778 habitants.
| 1968   | 1975   | 1982   | 1990   | 1999   | 2006   | 2011   | 2016   | 2021   |
| ------ | ------ | ------ | ------ | ------ | ------ | ------ | ------ | ------ |
| 54 092 | 51 444 | 49 583 | 46 898 | 45 196 | 46 149 | 46 249 | 45 768 | 44 829 |

| 2022   | - | - | - | - | - | - | - | - |
| ------ | - | - | - | - | - | - | - | - |
| 44 778 | - | - | - | - | - | - | - | - |